# Норрис, Джиллиан
Джиллиан Норрис (англ. Gillian Norris) — ирландская танцовщица и модель, известная участием в танцевальных шоу «Властелин Танца» (Lord of the Dance) и «Языки пламени» (Feet of Flames).

## Биография
Джиллиан Норрис родилась 29 декабря 1978 года в Килмактомас, графства Уотерфорд в Ирландии, в семье Мэри (англ. Mary) и Десмонда Норрис (англ. Desmond Norris). Джиллиан — младшая из шести детей (три брата и две сестры), начала заниматься танцами с 10 лет, когда родители записали её в школу ирландского танца Хиггинса (англ. Higgins School of Irish Dance) в Уотерфорде. Позднее Норрис завоевала титул на чемпионатах «All-Ireland» и «British National», заняла 3-е место в мировом чемпионате по ирландским танцам.
Дебют Джиллиан как профессиональной танцовщицы состоялся в шоу Майкла Флэтли «Властелин Танца», где она исполнила партию коварной соблазнительницы Морриган (англ. Morrigan the Temptress). Норрис участвовала в шоу с премьеры в «Point Theatre» (Дублин) в 1996 году до своего отъезда в 2000 году. Морриган в её исполнении представлена на оригинальном DVD и шоу «Языки пламени» (Feet of Flames), в лондонском Гайд-парке.
Джиллиан Норрис танцевала с Флэтли в течение года, а затем присоединилась ко второй труппе во время тура в США. В 1998 году она снова перешла в первую труппу, в составе которой гастролировала по Европе, пока не покинула шоу в 2000 году (однако во время визита «Властелина Танца» в Россию в 2001 и 2003 годах Норрис была заявлена в составе первой труппы).
Норрис вернулась в Ирландию, где планировала заняться модельной и певческой карьерой. Летом 2001 года Джиллиан танцевала в шоу «Ragus» в Дублине, а затем поступила в школу красоты. В 2005 году Джиллиан Норрис открыла собственный салон красоты (спа) в Килмактомасе.